# Anton Sepp
Anton Sepp (Caldaro sulla Strada del Vino, 1655 – San José, 13 gennaio 1733) è stato un gesuita italiano che insegnò la musica europea ai Guaraní e scrisse canti religiosi nella loro lingua.

## Biografia
Dopo aver trascorso la sua infanzia con i suoi genitori a Caldaro, Sepp era cantante presso i piccoli cantori della corte di Vienna e frequentò il liceo dei Gesuiti a Innsbruck. Nel 1674 divenne Gesuita, due anni più tardi emise i voti solenni. Dopo aver studiato filosofia e teologia a Ingolstadt e dopo attività didattiche in Svizzera e Germania ricevette l'ordinazione sacerdotale ad Augusta nel 1687. Sepp dimostrava particolare interesse per il teatro e la musica.
Già fin da ragazzo nutrì il desiderio di trasmettere la sua religione agli indiani. Dopo la partenza a Genova ed una permanenza involontaria di 16 mesi in Spagna giunse a Buenos Aires (che allora contava poco più di 2 000 abitanti) nell'aprile del 1691, munito di alcuni strumenti musicali.
Per tre anni era collaboratore del parroco della riduzione gesuita Yapeyú, situata al Rio Uruguay. Imparò la lingua dei Guaraní ed insegnò loro cantare e suonare strumenti europei.
Dopo tre anni a Santa Maria de Fe fu trasferito a San Miguel (ora São Miguel in vicinanza di Santo Ângelo, nel sud del Brasile). Con una parte degli abitanti di San Miguel fondò una nuova riduzione: San Juan Bautista. Non si limitó al suo servizio da sacerdote, organizzò e sorvegliò anche i lavori della costruzione della riserva e scoprì perfino dei minerali di ferro. Questo fatto condusse alla costruzione di una piccola industria siderurgica. In memoria di ciò nel 1959 fu eretto un monumento per Sepp a Santo Ângelo.
Dopo 16 anni di impegno a La Cruz (ora Argentina) nel 1730 continuò la sua missione a San José (ora Argentina) dove morì nel 1733. Sepp lasciò parecchie lettere e relazioni, scritte in latino, tedesco o spagnolo. Tradusse in tedesco la Conquista espiritual di Antonio Ruiz de Montoya ed altri scritti.

## Opere
- Mächtige Hilfe Mariens (anno 1688); Bayerische Staatsbibliothek München (Biblioteca statale di Monaco d. B.) 4° Bavar 2193 IV 44
- Reiß-Beschreibung (Descrizioni del viaggio); Bressanone 1696 (Assieme ad Antonii Böhm)
- Paraquarischer Blumengarten (anno 1714); pubblicato da Esther Schmid Heer; Jesuitica (traduzione).